# گیزنهاوزن
گیزنهاوزن (به آلمانی: Giesenhausen) یک شهر در آلمان است که در وستروالدکرایس واقع شده‌است.